# Kaninë
Kaninë és una localitat del comtat de Vlorë, al sud-oest d'Albània. Fou unida al municipi de Vlorë en la reforma del govern local del 2015. Hi ha el castell de Kaninë.

## Etimologia
El nom de la plaça forta de Canina (grec medieval: Κάνινα, Kànina) és documentat per primera vegada a l'albada del segle xi. El topònim és significatiu per a la història de l'albanès, car Kànina representa un topònim que no mostra cap indici del fenomen de rotacisme, que es pot explicar pel fet que la localitat apareix amb el nom Kànina en un període en el qual el rotacisme ja feia temps que no afectava l'albanès. Per altra banda, el nom de Vlorë, que apareix abans, sí que sofrí aquest fenomen.

## Història
Kaninë creixé a sota del castell de Kaninë, que domina el llogaret des de dalt d'un turó. La primera fase del fort es remunta a finals del segle iv aC o principis del segle iii aC i està associada al desenvolupament de poblats fortificats a la regió per tribus il·líries. Kaninë era la principal via d'accés al mar dels amantins. Kaninë és una possible ubicació de l'antiga ciutat de Trònion. L'estratigrafia del lloc indica que les restes de les muralles de la primera fase es feren servir per a la seva reconstrucció a l'antiguitat tardana. Les dades arqueològiques coincideixen amb el projecte de reconstrucció de Justinià al segle vi. Un dels forts que Procopi identifica com a Kioni a l'Epir Vell podria ser una referència a Canina.
A l'alta edat mitjana, sembla que el lloc fou abandonat i consta molt poca activitat al seu entorn. És probable que Canina i Aulona (Vlorë) experimentessin un renaixement al segle xi. En aquell temps, la fortalesa de Canina, reconstruïda i ampliada, hauria tingut «un paper cada vegada més defensiu i administratiu» a la regió. Als segles xi i xii, Canina formava una província romana d'Orient juntament amb Jericó (Òricum) i Aulona. És esmentada com a Provincia Jericho et Caninon en la butlla d'or promulgada a favor de Venècia el 1198 per Aleix III Àngel. Al segle xiii fou part del Despotat de l'Epir fins que Miquel II Comnè Ducas la concedí en dot a la seva filla Helena Angelina Ducena quan es casà amb el rei Manfred de Sicília el 1258. A la dècada del 1280, Canina fou objecte de disputa entre l'Imperi Romà d'Orient i els angevins. En les seves obres, el poeta contemporani Manuel Files recorda la campanya del protoestrator Miquel Ducas Glabes Tarcaniota. Juntament amb Aulona, fou part del Regne de Sicília com a mínim fins a la dècada del 1330.

## Personalitats destacades
- Donika Kastrioti
- Ismail Qemali,[13] diplomàtic, polític, home d'estat i pare fundador d'Albània
- Zihni Kanina